# Revueltas Sánchez
Revueltas Sánchez es el apellido de los hijos de Gregorio Revueltas Gutiérrez (1871-1923) y su esposa Romana Sánchez Arias (1883-1939), una familia mexicana de artistas con raíces en el estado de Durango. La pareja tuvo doce hijos.
Vivieron en la villa de Santiago Papasquiaro (estado de Durango) hasta 1907, en que con sus hijos Silvestre, Fermín, Consuelo y Emilia se mudaron a Colima, donde Silvestre inició sus estudios de violín.
Hacia 1910 se mudaron a la ciudad de Guadalajara (estado de Jalisco), donde encomendaron a los hijos mayores con maestros tutores; mientras Silvestre continuó con sus clases de violín y ofreció su primer concierto infantil, Fermín aprendió a dibujar con un maestro jalisciense.
Un año después, la familia Revueltas Sánchez se mudaron a la ciudad de Durango. Allí nacieron ―entre 1912 y 1920―, los demás hermanos: Rosaura, Cuca, Lucha, José, María y Agustín.

## Miembros notables de la familia
- Silvestre Revueltas Sánchez (1899-1940), compositor, director de orquesta y violinista,
- Fermín Revueltas Sánchez (1901-1935), pintor y muralista,
- Consuelo Revueltas Sánchez (1909-1990), pintora naif,[3][4]
- Rosaura Revueltas Sánchez (1910-1996), actriz y escritora),[2]
- José Revueltas Sánchez (1914-1976), escritor, filósofo, guionista y activista político,
- Agustín Revueltas Sánchez (1920-1996), artista y empresario.

## Descendientes notables
- Hijos de José:
  - Andrea Revueltas (1938 - 2010), académica, filósofa y politóloga.
  - Olivia Revueltas (n. 1951), pianista de jazz.[5]
  - Román Revueltas Retes (n. 1952), violinista, director de orquesta, periodista y pintor.[6][7]
  - Nietos de José: 
    - Julio Revueltas (n. 1974), guitarrista de jazz, multinstrumentista y compositor.[8][9]
    - Gilda Revueltas (n. 1957) Pintora, cineasta y poeta.
    - Ada Carasusan (n. 1988) Cantante, compositora, escritora y artista visual. (Bisnieta)

- Hijos de Silvestre:
  - Carmen Revueltas Klarecy (más tarde conocida como Carmen Montoya y como Carmen Peers, 1922-1995), bailarina de ballet y de flamenco.
  - Eugenia Revueltas Acevedo (n. 1934), escritora.

- Hijos de Agustín
  - Arthur P. Revueltas (n. 1954), educador, secretario de Educación (deputy superintendent) en el Distrito Escolar Unificado de Montebello, en la ciudad estadounidense de Montebello, cerca de Los Ángeles (California).